# Ajoke Odumosu
Ajoke Muizat Odumosu (née le 27 octobre 1987 à Lagos) est une athlète nigériane spécialiste du 400 mètres haies.

## Carrière
En 2006, elle se classe cinquième des Championnats du monde juniors de Pékin avec le temps de 57 s 38. Éliminée dès les séries des Championnats du monde 2007 et 2009, elle atteint les demi-finales du 400 mètres lors des Jeux olympiques de 2008. 
Auteur d'un nouveau record personnel le 22 juillet 2010 lors du Meeting Herculis de Monaco en 54 s 68, Ajoke Odumosu remporte une semaine plus tard la médaille d'argent des Championnats d'Afrique de Nairobi, s'inclinant avec le temps de 55 s 97 face à la Marocaine Hayat Lambarki. Elle se classe troisième du Weltklasse Zurich, avant-dernière étape de la Ligue de diamant 2010 (55 s 11). 
Avec un meilleur temps sur 400 m de 51 s 39 obtenu lors des Jeux olympiques à Pékin (demi-finaliste en 52 s 45), elle termine deuxième en Coupe continentale d'athlétisme 2010 en 54 s 59 à Split (son meilleur temps précédent était un 54 s 80 à Abuja en 2009).

## Palmarès
| Date | Compétition            | Lieu        | Résultat | Épreuve     | Temps         |
| ---- | ---------------------- | ----------- | -------- | ----------- | ------------- |
| 2007 | Jeux africains         | Alger       | 3e       | 400 m haies | 55 s 80       |
| 2008 | Championnats d'Afrique | Addis-Abeba | 1re      | 400 m haies | 55 s 92       |
| 2010 | Championnats d'Afrique | Nairobi     | 2e       | 400 m haies | 55 s 97       |
| 2010 | Championnats d'Afrique | Nairobi     | 1re      | 4 × 400 m   | 3 min 29 s 26 |
| 2010 | Jeux du Commonwealth   | New Delhi   | 1re      | 400 m haies | 55 s 28       |
| 2011 | Jeux africains         | Maputo      | 1re      | 400 m haies | 56 s 26       |
| 2011 | Jeux africains         | Maputo      | 1re      | 4 × 400 m   | 3 min 31 s 21 |
| 2011 | Championnats du monde  | Daegu       | 6e       | 4 × 400 m   | 3 min 29 s 82 |
| 2012 | Championnats d'Afrique | Porto-Novo  | 1re      | 400 m haies | 54 s 99       |
| 2012 | Jeux olympiques        | Londres     | 8e       | 400 m haies | 55 s 31       |
| 2015 | Jeux africains         | Brazzaville | 2e       | 400 m haies | 57 s 63       |

### Records
- 400 m : 51 s 39 (Pékin, 16/08/2008)
- 400 m haies : 54 s 59 (Split, 04/09/2010)